# Bad Sassendorf
Bad Sassendorf es un municipio situado en el distrito de Soest, en el estado federado de Renania del Norte-Westfalia (Alemania), con una población a finales de 2016 de unos 11 880 habitantes.
Se encuentra ubicado en la zona centro-este del estado, en la región de Arnsberg, en la región montañosa de Sauerland, cerca de la orilla de los ríos Ruhr y Lippe —ambos, afluentes derechos del Rin—.